# Саундтрек Grand Theft Auto: Chinatown Wars
Саундтрек Grand Theft Auto: Chinatown Wars представлен как ряд радиостанций, которые можно услышать, когда игрок находится в транспортных средствах или в меню самой игры. В отличие от радиостанций, присутствующих в других играх серии Grand Theft Auto, в Grand Theft Auto: Chinatown Wars не упоминаются хозяева радиостанций, на них отсутствуют рекламные объявления, а музыка представлена инструментальными композициями.
Версия игры для Nintendo DS включает в себя только 5 станций, в то время как в версию игры для PSP было добавлено ещё 6 радиостанций. Эти же 6 дополнительных станций были также включены к версии игры 1.1.0 для iPhone/iPod.
Названия радиостанций главным образом соответствуют именам музыкантов или лейблов звукозаписи, музыка которых проиграется на них.
Музыка к вступительным титрам и заглавной темы игры была написана рэперами Ghostface Killah и MF Doom.

## Радиостанции

### TickLAH
Радиостанция даб и регги-музыки. Названа в честь даб/регги исполнителя Ticklah.
- Ticklah — Pork Eater
- Ticklah — The Dub and the Restless
- Ticklah — Dub It Today
- Ticklah — Wicked A Go Dub it
- Ticklah — Horny Dub
- Ticklah — General TSO
- Ticklah — Decent
- Ticklah — Nine Years

### Deadmau5
Радиостанция электронной и прогрессив-хаус музыки. Названа в честь диджея deadmau5.
- BSOD — Oblique
- BSOD — Choplifted
- Deadmau5 ft. MC Flipside — Hi Friend (Instrumental Mix)
- Deadmau5 — Rubiq
- BSOD — Tilt
- BSOD — 1 UP
- BSOD — 2 UP
- BSOD — CTRL-ALT-DEL
- BSOD — Game Over
- BSOD — Milton

### Alchemist
Радиостанция инструментально-экспериментального хип-хопа. Названа в честь музыкального продюсера The Alchemist.
- Gangrene — The Lost One
- Gangrene — Haha
- Gangrene — Assassin
- Gangrene — Crimerate
- Gangrene — Future Trains
- Gangrene — Clubster
- Gangrene — The Thirst
- Gangrene — Quick Jux
- Gangrene — Crack
- Gangrene — Tight

### Truth & Soul
Радиостанция джаза, соула, лёгкой музыки и фанка. Названа в честь музыкального лейбла Truth and Soul.
- Bronx River Parkway — Tribute To Ray
- El Michels Affair — Detroit Twice
- El Michels Affair — Too Late To Turn Back
- Lee Fields & The Expressions — My World
- El Michels Affair — El Pueblo Unido
- Bronx River Parkway ft. Jose Parla & The Candela All Stars — La Valla
- Bronx River Parkway ft. The Candela All Stars — Me Toca
- The Expressions — Money is King
- Cosmic Force — Ghetto Down
- Cosmic Force — Trinidad Bump

### Prairie Cartel
Радиостанция рока, электроники и инди музыки. Названа в честь группы The Prairie Cartel.
- Prairie Cartel — Burning Down The Other Side
- Prairie Cartel — Beautiful Shadow
- Prairie Cartel — Magnetic South
- Prairie Cartel — Marcotic Inciduous
- Prairie Cartel — Fuck Yeah That Wide
- Prairie Cartel — Cracktown
- Prairie Cartel — Suitcase Pimp
- Prairie Cartel — No Light
- Prairie Cartel — Lost All Track Of Time
- Prairie Cartel — Cloud Sombrero

### Радиостанции доступные в версиях дляPSP,iOSиAndroid
Следующие радиостанции доступны только в версиях игры для PSP, iOS, Android и отсутствуют в версии игры для Nintendo DS

#### Tortoise
Радиостанция пост-рок музыки. Названа в честь группы Tortoise.
- Tortoise — «Minors»
- Tortoise — «Salt the Skies»
- Tortoise — «Charteroak Foundation»
- Tortoise — «Seneca»
- Tortoise — «High Class Slim Came Floatin' In»
- Tortoise — «Penumbra»
- Tortoise — «Gigantes»
- Tortoise — «Northern Something»
- Tortoise — «Prepare Your Coffin»
- Tortoise — «3 Ten Day Interval»

#### DFA
Радиостанция дэнс-панка, диско и электроники, на которой играют песни с лейбла DFA Records.
- Altair Nouveau — «Space Fortress»
- Walter Jones — «The Odyssey Sound» (Mogg & Naudascher Edit)
- Mogg & Naudascher — «Moon Unit Part 1»
- The Juan MacLean — «The Simple Life»
- Mogg & Naudascher — «Moon Unit Part 2»
- Plastique de Rêve — «Lost in the City» feat. Ghostape
- Skatebård — «Pagans»
- Max Brannslokker — «Stropharia»
- Strangelets — «Riot on Planet 10» (Blitz Gramsci Remix)

#### Anvil
Радиостанция метала и тяжёлого рока, на которой играют песни группы Anvil.
- Anvil — «Winged Assassins»
- Anvil — «666»
- Anvil — «Forged in Fire»
- Anvil — «March of the Crabs»
- Anvil — «Metal on Metal»
- Anvil — «School Love»
- Anvil — «Thumb Hang»

#### DJ Khalil
Радиостанция funky-инструментального хип-хопа, на которой играют песни, спродюсированные DJ Khalil.
- DJ Khalil — «The Game»
- DJ Khalil — «Chin Danny»
- DJ Khalil — «Danny Tox»
- DJ Khalil — «More Meters»
- DJ Khalil — «Make It Rain»
- DJ Khalil — «Take It Away»
- DJ Khalil — «New Bishop»
- DJ Khalil — «Mr. Skee»
- DJ Khalil — «Busta Danny»
- DJ Khalil — «Big Thunder»
- DJ Khalil — «Chin Danny Rock Beat»

#### SinoWav FM
Радиостанция, на которой играет традиционная китайская музыка.
- Ren Tongxiang — «Caravan Bells on the Silk Road»
- He Xunyou — «Flying Carp»
- Central Traditional Orchestra — «A Trip To Lhasa — Movement 4: Driving Out Demons»
- Wang Changyuan — «Battling Against Typhoon»
- Wang Changyuan — «Guangling Strains»
- Wang Changyuan — «Lofty Mountains and Flowing Water»
- China Central Folk Music Orchestra — «Oriole Singing»
- Zhu Runfu — «Autumn Reflections by the Dongting Lake»

#### Turntables on the Hudson
Радиостанция этнической музыки и Worldbeat-a. Названа в честь одноимённого музыкального фестиваля.
- Nickodemus — «2 Sips & Magic»
- Nickodemus & Osiris — «Brooklyn Ole»
- Zeb — «Toe to Toe»
- Nickodemus — «Sun Children» (instrumental)
- Nickodemus & Quantic — «La Lluvia» (instrumental)
- Nickodemus & Zeb — «Bellies & Brass»
- Zeb — «Revolutionary Dreams»
- Zeb — «Afro Disco» (Infragandhi & Cameleon Selecta Remix)
- Zeb — «Turbo Jeepsy»
- Zeb — «Balkany & Flowers»